# Národní raketová obrana

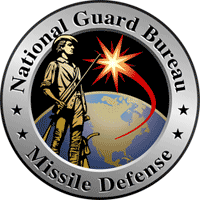
Logo divize protiraketové obrany Národní gardy USA

Národní raketová obrana (anglicky National Missile Defense - NMD, někdy též Protiraketový deštník) je obecný termín pro označení vojenských strategií a s tím spojených technologických a jiných systémů sloužících k obraně celé země před mezikontinentálními balistickými raketami, ať už prostřednictvím jiných střel nebo laseru.
Termín Národní raketová obrana má několik významů:
- Nejčastější, ale nyní již překonaný: zbrojní projekt Spojených států amerických, pro obranu vlastního území, rozvíjený v 90. letech a složený výhradně z pozemních jednotek. V roce 2002 byl tento projekt přejmenován na Ground-Based Midcourse Defense (pozemní obrana proti raketám ve střední fázi letu), aby se odlišil od jiných protiraketových obran. Od roku 2006 je tento projekt omezeně operační a zahrnuje stíhací rakety vypouštěné z Aljašky, které používají „kinetické“ hlavice.
- Současná definice: souhrnný omezený celonárodní protiraketový program USA. Od přejmenování nyní představuje všechny způsoby raketové obrany, nejen ty složené z pozemních jednotek, ale též obranu z jednotek na moři, vesmíru, prostřednictvím laseru či střelám schopných letět ve vysoké nadmořské výšce.
- Jakákoli národní obrana proti balistickým střelám, ať už minulá či současná. Ruský protibalistický raketový systém (A-135), situovaný do okolí Moskvy, který je plně operační, by mohl být takovým příkladem, stejně jako americký projekt The Safeguard Program, vyvinutý v roce 1976 však v současnosti deaktivován.
- Jakákoli národní protiraketová obrana (proti jakémukoli typu střel, tedy nejen balistickým). Například Izrael má národní protiraketovou obranu proti střelám krátkého a středního doletu – Arrow.

Kromě Národní raketové obrany existuje ještě tzv. projekt SDI – Strategická obranná iniciativa, která má podobný účel ale od Národní raketové obrany se liší v tom, že by měla být připravena na mnohem mohutnější raketový útok stran technicky vyspělejšího nepřítele.